# Togolàndia

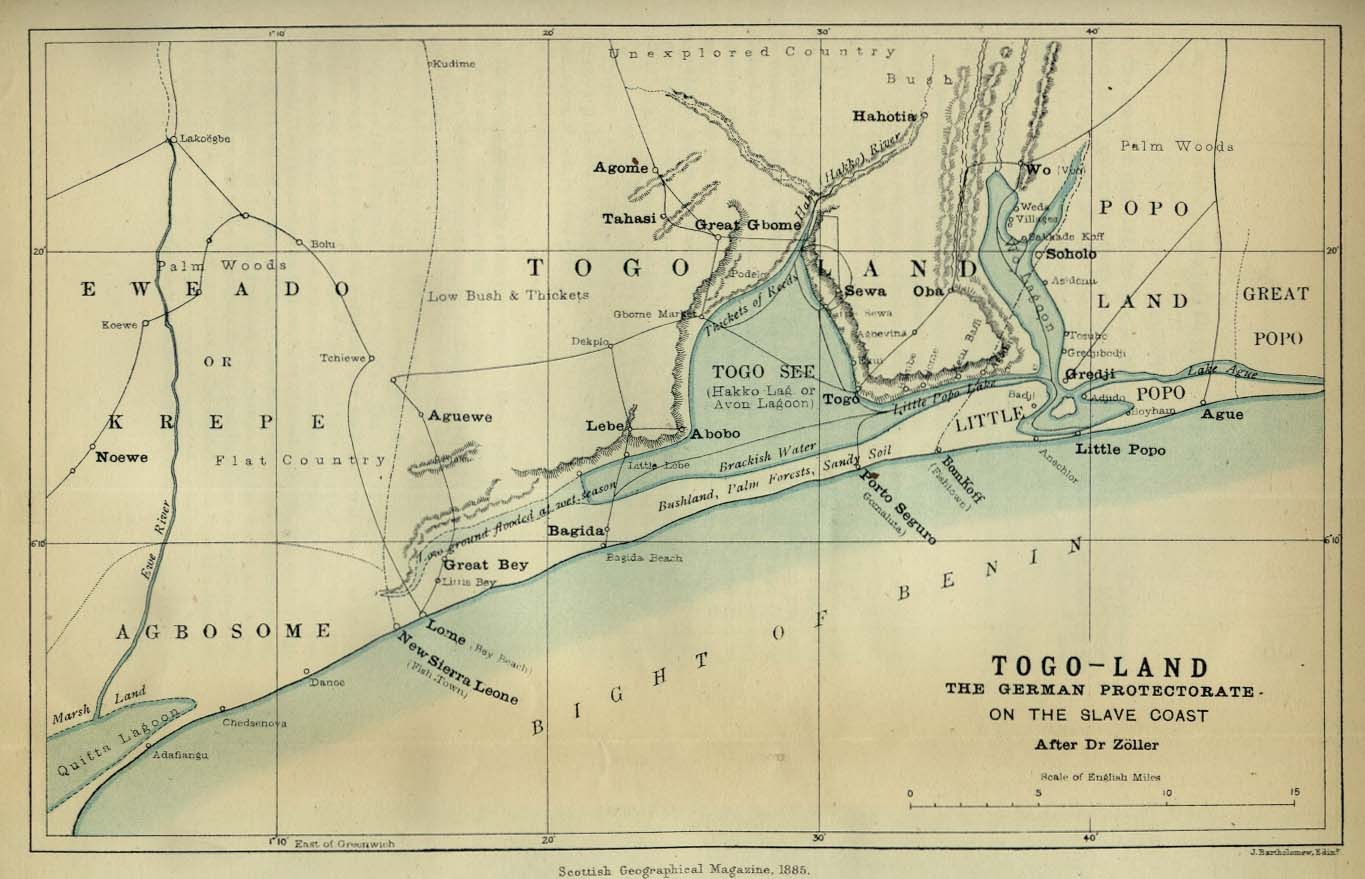
Territori de Togolàndia el 1885.

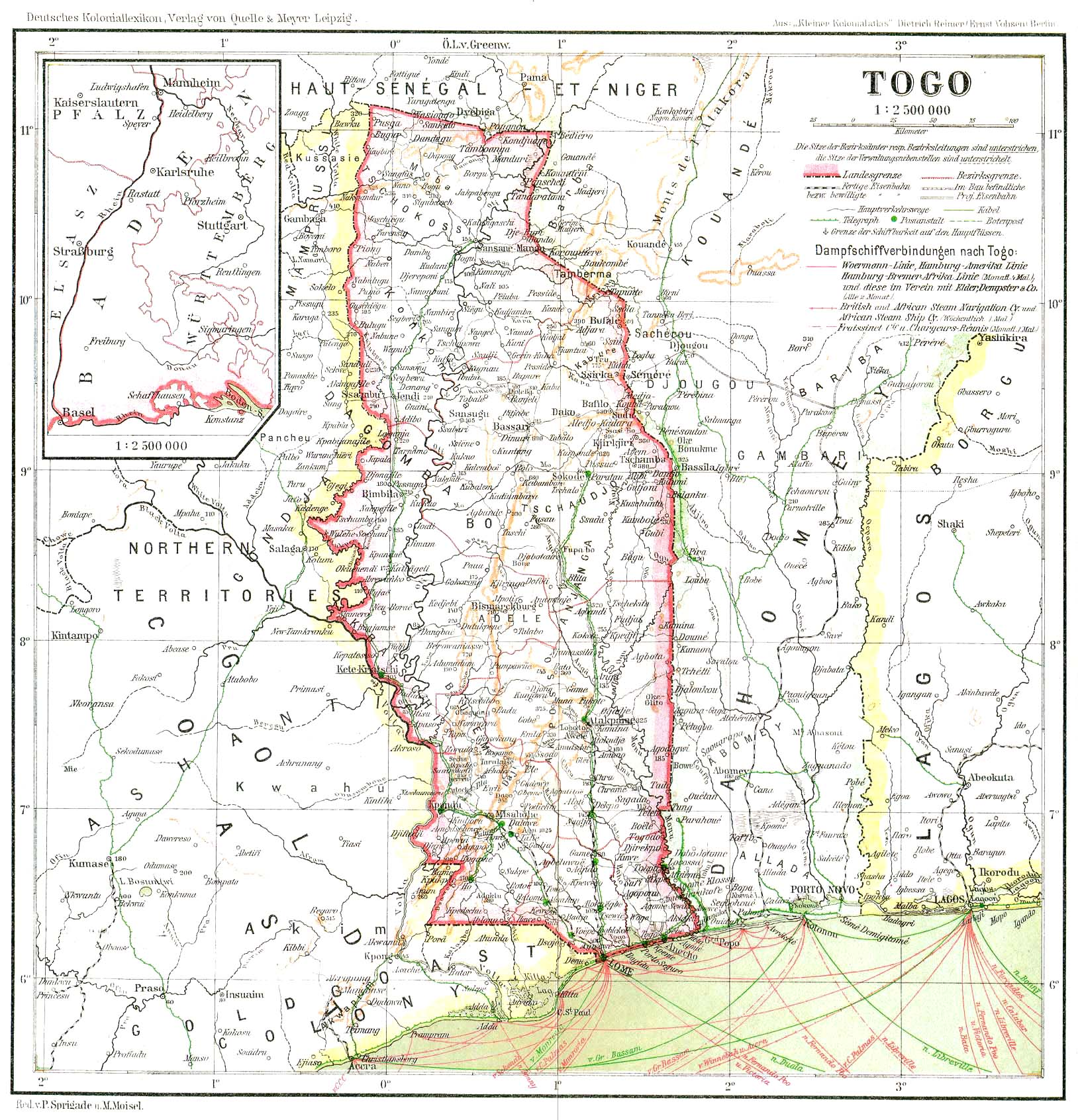
Territori de Togolàndia el 1915.

Zones d'ocupació, mandats i fideïcomisos Britànic i Francès de Togo; en verd clar el Togo Britànic

La regió de Togolàndia (Togoland) o Togo Britànic va ser un territori sota administració britànica derivat d'una part del protectorat i colònia de Togo a l'oest d'Àfrica, ocupat pels britànics i francesos el 1914.

## Història
Des del 1884 fins al 1914 Togo posseïa una superfície de 87.200 km². El protectorat va ser establert durant el període del nou imperialisme, quan l'explorador i imperialista alemany Gustav Nachtigal va arribar a Togoville, enviat com un comissari especial pel primer ministre Otto von Bismarck. El 5 de juliol de 1884, va fer signar al cap local Mlapa III un tractat, en el qual Alemanya declarava un protectorat sobre una extensió de territori al llarg de la costa del golf de Benín. Nachtigal va ser governador durant un dia, i complerta la seva missió va ser substituït el 6 de juliol per Heinrich Randad sent assignat Nachtigal a realitzar altres tasques a l'Àfrica occidental. Gradualment Alemanya va ampliar el seu control a l'interior, conreant diversos productes que després exportarien (cacau, cafè i cotó) i desenvolupant la seva infraestructura a un dels nivells més alts d'Àfrica per aquelles dates. Per aquestes raons, es va convertir en l'única colònia autosuficient d'Alemanya i Togolàndia va arribar a ser la seva possessió més preciosa.
En iniciar-se la Primera Guerra Mundial les forces franceses i britàniques van exigir a Alemanya la rendició de Togolàndia i al no produir-se aquesta rendició, el 6 d'agost de 1914 van envair la colònia, ocupant Lomé i avançant fins a una influent emissora de ràdio a prop de Kamina (a l'est d'Atakpamé). La colònia fou ocupada el 26 d'agost i el pacte de rendició es va signar el 31 d'agost de 1914. El territori va quedar transitòriament sota ocupació dels britànics (l'oest) i dels francesos (centre i est).
El 27 de desembre de 1916 les dues potències ocupants es van dividir el territori en dues zones administratives diferents, una francesa (Togo Francès) i una altra britànica (Togolàndia o Togo Britànic). El 28 de juny de 1919, pel tractat de Versalles, Alemanya va renunciar a la sobirania sobre Togo, però la situació jurídica final del territori no es va canviar de moment, ja que es va encarregar decidir l'estatus a la Lliga de les Nacions (des de 1920 Societat de Nacions) i va restar sota la doble ocupació francesa i britànica.
El 20 de juliol de 1922, la Societat de Nacions va donar formalment el mandat dels dos territoris a Gran Bretanya i a França, posant fi al règim d'ocupació. Així la sobirania del Togo Britànic quedava transferida a Gran Bretanya que la va agregar a la seva colònia de Costa d'Or. Després de la Segona Guerra Mundial, el mandat es va convertir en un territori en fideïcomís de les Nacions Unides, administrat pel Regne Unit. També sota el període de tutela, el Togo britànic es va administrar com a part del territori de la Costa d'Or, sota el nom de Trans-Volta Togo (TVT).
El 1955, el govern britànic va informar a l'ONU que no podria administrar el territori en fideïcomís després de 1957 en què la Costa d'Or havia d'accedir a la independència com a Ghana. En resposta, el desembre de 1955, l'Assemblea General de l'ONU va aprovar una resolució autoritzant al govern britànic per celebrar un plebiscit sobre el futur del Togo britànic. El 9 de maig de 1956, aquest plebiscit es va dur a terme sota supervisió de l'ONU amb l'elecció entre la integració formal amb la futura Costa d'Or independent o la continuació com un territori en fideïcomís igual que el Togo Francès.
El Congrés de Togo va fer campanya contra la integració. Hi va haver forta oposició a la incorporació del Togo de la població ewe que van votar majoritàriament en contra de la integració a Ghana, ja que els ewes volien la unificació del poble ewe dels Togo Britànic i Francès, en un únic estat Ewe (el Togo modern més la part incorporada a Ghana). Es va informar que els resultats de la votació va ser de 42% en contra de la integració i el 58% per a la integració, però de fet a la part sud, on els ewes vivien majoritàriament, el resultat fou totalment el contrari, però la població del nord, molt més favorable a la integració, va votar majoritàriament per aquesta i va decidir.
El Togo Britànic va quedar integrat a la Costa d'Or com a Regió Volta i va ser independent el 1957 com a part de Ghana.

## Administradors
- 1916 - 1920 Els governadors de la colònia de Costa d'Or
- 1920 - 1923 Francis Walter Fillon Jackson
- 1923 - 1957 Els governadors de la colònia de Costa d'Or